# 17 юни
17 юни е 168-ият ден в годината според григорианския календар (169-и през високосна година). Остават 197 дни до края на годината.

## Събития
- 1631 г. – Мумтаз Махал умира по време на раждане. В нейна чест съпругът ѝ, азиатският владетел Шах Джахан, построява за 17 години двореца гробница Тадж Махал (дн. Индия).

- 1866 г. – Започва Австро-пруската война.
- 1872 г. – Управителят на Дунавския вилает (Туна вилает) Мидхат паша е назначен от султан Абдул Азис за велик везир на Османската империя.
- 1885 г. – Статуята на Свободата пристига в пристанището на Ню Йорк на борда на френския кораб Isere.
- 1913 г. – Царство България напада Сърбия и Гърция, което е начало на Междусъюзническата война. Започва битката при Брегалница.
- 1939 г. – Във Франция е извършена последната публична екзекуция с гилотина.
- 1940 г. – Втората световна война: Трите балтийски държави Литва, Латвия и Естония са окупирани от Съветския съюз.
- 1944 г. – Исландия получава независимост от Дания и е обявена за република.
- 1945 г. – България във Втората световна война: В София тържествено са посрещнати частите на Първа българска армия, взела участие в победата над нацистка Германия в рамките на Трети украински фронт.
- 1953 г. – В няколко града на Източна Германия избухва Работническо въстание, което е потушено от окупационните войски на Съветския съюз.
- 1955 г. – Извършен е първият полет в СССР на реактивен пътнически самолет – Ту-104.
- 1988 г. – Приключва успешно съветската космическа мисия Союз ТМ-5, сред екипажа на която е вторият български космонавт – Александър Александров.
- 1990 г. – Парламентарни избори в България: Провежда се вторият тур на изборите за VII велико народно събрание; най-голям брой места печели БСП.
- 1994 г. – В САЩ е открито Световното първенство по футбол.
- 2001 г. – Парламентарни избори в България: Национално движение Симеон Втори печели изборите за XXXIX народно събрание с резултат 42,74% (120 депутати).
- 2006 г. – В белградския парк Ушче сръбската певица Цеца провежда един от най-посещаваните концерти на Балканите: 150 000 души.

## Родени
- 1239 г. – Едуард I, крал на Англия († 1307 г.)
- 1682 г. – Карл XII, крал на Швеция († 1718 г.)
- 1703 г. – Джон Уесли, основател на Методистката църква († 1791 г.)
- 1808 г. – Хенрик Вергелан, норвежки писател († 1845 г.)
- 1810 г. – Фердинанд Фрайлиграт, германски поет († 1876 г.)
- 1811 г. – Йоун Сиюрдсон, исландски политик († 1879 г.)
- 1818 г. – Шарл Гуно, френски композитор († 1893 г.)
- 1834 г. – Иван Асиянчин, български духовник († 1910 г.)
- 1845 г. – Петър Карапетров, български публицист и историк († 1903 г.)
- 1882 г. – Игор Стравински, руски композитор († 1971 г.)
- 1888 г. – Хайнц Гудериан, германски генерал-полковник († 1954 г.)
- 1897 г. – Трайчо Костов, български комунист († 1949 г.)
- 1898 г. – Мориц Корнелис Ешер, нидерландски художник († 1972 г.)
- 1900 г. – Мартин Борман, нацистки служител († 1945 г.)
- 1903 г. – Михаил Светлов, съветски поет († 1964 г.)
- 1910 г. – Джон Гримек, американски културист († 1999 г.)
- 1917 г. – Лоренц Мак, австрийски писател († 1991 г.)
- 1920 г. – Франсоа Жакоб, френски биолог, Нобелов лауреат през 1965 г. († 2013 г.)
- 1929 г. – Тигран Вартанович Петросян, арменски шахматист († 1984 г.)
- 1929 г. – Юлия Винер-Ченишева, българска оперна певица († 2010 г.)
- 1932 г. – Андрей Германов, български поет († 1981 г.)
- 1939 г. – Кшиштоф Зануси, полски режисьор
- 1939 г. – Хана Йоханзен, швейцарска писателка († 2023 г.)
- 1940 г. – Джордж Акерлоф, американски икономист, Нобелов лауреат през 2001 г.
- 1942 г. – Мохамед ел-Барадей, египетски дипломат, Нобелов лауреат през 2005 г.
- 1945 г. – Еди Меркс, белгийски колоездач
- 1945 г. – Кен Ливингстън, британски политик
- 1946 г. – Петер Розай, австрийски писател
- 1948 г. – Храпън Гунльойсон, исландски кинорежисьор
- 1948 г. – Шо Косуги, японски актьор
- 1958 г. – Джело Биафра, американски музикант
- 1959 г. – Иван Йовчев, български футболист
- 1960 г. – Адриан Кампос, испански автомобилен състезател († 2021 г.)
- 1966 г. – Джейсън Патрик, американски актьор
- 1967 г. – Борислав Гуцанов, български политик
- 1969 г. – Николай Благоев, български политик и лекар
- 1976 г. – Пьотър Свидлер, руски шахматист
- 1980 г. – Винъс Уилямс, американска тенисистка
- 1982 г. – Алекс Родриго Диаш да Коста, бразилски футболист
- 1982 г. – Дирк Лауке, германски писател
- 1983 г. – Лий Райън, британски поп певец
- 1984 г. – Луис Хименес, чилийски футболист
- 1985 г. – Маркос Багдатис, кипърски тенисист
- 1986 г. – Радина Кърджилова, българска актриса
- 1989 г. – Симон Батъл, американска певица и актриса († 2014 г.)
- 1990 г. – Алан Дзагоев, руски футболист

## Починали
- 676 г. – Адеодат II, римски папа (* неизв.)
- 1025 г. – Болеслав I Храбри, първи крал на Полша (* 967 г.)
- 1501 г. – Ян I Олбрахт, крал на Полша (* 1459 г.)
- 1696 г. – Ян III Собиески, крал на Полша (* 1629 г.)
- 1719 г. – Джоузеф Адисън, британски писател (* 1672 г.)
- 1734 г. – Клод Луи Ектор дьо Вилар, френски офицер (* 1653 г.)
- 1898 г. – Едуард Бърн-Джоунс, британски художник (* 1833 г.)
- 1929 г. – Йосиф Киров, български революционер (* 1901 г.)
- 1930 г. – Петър Абрашев, български политик (* 1866 г.)
- 1934 г. – Руси Лудогоров, български офицер, военен инженер и теоретик (* 1869 г.)
- 1940 г. – Сър Артър Хардън, британски биохимик, Нобелов лауреат през 1929 г. (* 1865 г.)
- 1960 г. – Пиер Рьоверди, френски поет (* 1889 г.)
- 1968 г. – Хосе Насаси, уругвайски футболист (* 1901 г.)
- 1981 г. – Сър Ричард О'Конър, британски генерал (* 1889 г.)
- 1985 г. – Кирил Москаленко, съветски маршал (* 1902 г.)
- 1996 г. – Томас Кун, американски философ и историк (* 1922 г.)
- 2002 г. – Добри Джуров, български офицер и политик (* 1916 г.)
- 2002 г. – Фриц Валтер, германски футболист (* 1920 г.)
- 2004 г. – Боян Лечев, български цигулар (* 1926 г.)
- 2005 г. – Уилям Фентън, американски етнолог (* 1908 г.)
- 2008 г. – Сид Чарис, американска актриса и танцьорка (* 1922 г.)
- 2009 г. – Ралф Дарендорф, германско-британски политик (* 1929 г.)
- 2011 г. – Димитър Стоянов, български режисьор и актьор (* 1938 г.)
- 2019 г. – Петър Чернев, български актьор (* 1972 г.)

## Празници
- Световен ден за борба със сушата и настъпването на пустините (от 1995 г.)
- Армения и Румъния – Ден на авиацията
- Западна Германия – Ден на германското единство (по повод на Работническото въстание през 1953 г. в Източна Германия; до 1990 г. се чества като национален празник във ФРГ)
- Индонезия – Ден на детето
- Исландия – Ден на независимостта (от Дания през 1944 г., национален празник)